# Obiectivitate (filozofie)
- A nu se confunda cu Obiectivism-ul lui Ayn Rand.

Obiectivitatea este un concept filosofic esențial, strâns legat de realitate și adevăr, care a fost definit în varii moduri de diverse surse și diverși filozofi.
La modul general, obiectivitatea desemnează starea sau calitatea de a prezenta adevărul în afara gusturilor, interpretărilor, părerilor, preferințelor și sentimentelor unui anumit individ sau subiect. De asemenea, este proprietatea subiectului cunoscător de a nu deforma realul prin adaosuri și modificări arbitrare.
Conform Glosar de termeni filozofici, obiectivitatea (în sens epistemologic) este o categorie care desemnează valoarea de adevăr  a cunoștințeloir în raport cu obiectul lor.  
În sens larg, obiectivitatea constituie însușirea de a reda fidel, netrunchiat, realitatea, detașat de impresii subiective.
O anumită afirmație este considerată a fi obiectiv adevărată atunci când condițiile de adevăr sunt îndeplinite, fără a fi cauzate de idei, opinii și/sau sentimente. Un al doilea sens, mai larg al termenului se referă la abilitatea cuiva de a face o judecată corectă, imparțială, obiectivă, fără influențe externe. Acest al doilea înțeles al termenului de obiectivitate poate fi utilizat sinonim cu acela de neutralitate.

## Pe larg
Obiectivitatea caracterizează o relație conceptuală calificantă de modalitate existențială, a realității reprezentate în subiect. Obiectivitatea privește mecanismele generante de realitate și tratarea obiectului cumva diferențiat de individ, ca diferit de o entitate obiect, independența de subiect, ca realitate obiectivă, existența 'în afara subiectului, în afara corpului său fizic, dar și în afara corpului său spiritual.
Exterioritatea fizică a obiectelor este relativ ușor de conceptualizat, exterioritatea spirituală, informațională, definește existența unui obiect autonom de orice proces mental prin care sunt reprezentate cumva obiecte.
Orice obiect din punct de vedere filozofic trebuie înțeles ca o 'existență duală', ca obiect în subiect, obiect construit modal de simțurile și mintea individului și ca 'obiect independent modal de subiect, ca sursă de mesaj care furnizează omului informația de modalitate, dar care obiect, este diferit de toate mesajele de modalitate pe care le difuzează și care sunt percepute și interpretate ca forme sau evenimente.
Tratarea tehnică a obiectivității filozofice, metafizice, este dificilă și cere concepte și analize specializate, puțin familiare majorității.
Este necesar să spunem că în istoria evoluției cunoașterii omul a distins două variante ale realității, anume o realitate autonomă de toți oamenii și o realitate dependentă de omul care o modalizează mental. Prima realitate a fost numită 'realitate obiectivă', sau lume autonomă, realitate în afara individului, cea de a doua 'realitate subiectivă', extrasă de mintea subiectului din mesajul fenomenal difuzat de realitatea obiectivă, de acea ipotetică mulțime a da forme și procese care se presupunea că 'există' necondiționată modal de mintea subiectului.
Dar unii filozofi au început să nege realitatea obiectivă, afirmând că 'există numai realitatea mentală, realitate subiectivă, creată de minte, iar lumea obiectivă este o himeră, este o invenție imposibil de dovedit, o realitate concepută de minte, dar plasată contradictoriu, în afara minții.
Realitatea obiectivă, autonomă, după părerea filozofului care o admite, este incaracterizabilă modal în ea însăși, în identitatea ei de sine și pentru sine cum spune metafizicianul. Lumea în sine, lumea obiectivă, nu poate fi percepută prin simțuri, acestea au acces numai la partea de mesaj purtător de aspect realitate, trimis de realitatea autonomă.
Subliniem că nu trebuie confundată informația purtătoare de modalitate cu sursa comunicantă de informație, spre exemplu omul ca entitate obiectivă, în caz că 'există' primește de la diferite surse de lumină, radiație luminoasă pe care o împrăștie.
Ochiul uman percepe radiația difuzată de corpul unui individ și interpretează sub formă de chip și trup uman, dar imaginea individului din conștiența celui care o reprezintă nu este și nu poate fi identică cu omul obiectiv, omul care o trimite, omul real independent existențial de semenul său care îl percepe și reprezintă în imagine.
Prin văz putem percepe forme video, ca stări modale ale realității subiective, prin auz sunetul, la fel cu restul simțurilor și formelor gust și miros, specific discriminate, dar nu putem afirma că realitatea obiectivă este imagine sau sunet, gust sau miros, sau o combinație între toate aceste stări desfășurate în subiect.
Putem presupune că realitatea obiectivă mai posedă și alte variante de mesaje care o pot particulariza în subiect, dacă este cumva percepută și interpretată modal, dar nicio reprezentare umană a realității nu caracterizează în niciun fel realitatea obiectivă, acea 'lume în sine', a filozofului Kant.
Există mesaje fenomenale inaccesibile percepției, dar care pot fi puse în evidență prin aparatura specializată și care ne comunică aspecte fenomenale surprinzătoare ale universului.
Spre exemplu ochiul uman percepe radiații într-o anume bandă de frecvențe, dar corpurile emit și în alte benzi de frecvențe, în infra roșu, în ultraviolet, sau în spectre de radiații X. Fiecare bandă de frecvențe poartă o modalitate distinctă a realității autonome, dar nu trebuie pus semnul egal între subiectiv și obiectiv, între cea ce percepem într-un fel determinat și sursa mesajului perceput, necunoscută și incaracterizabilă modal în propria identitate de sine.
Ca să rezumăm, obiectivitatea localizeaza realitatea autonomă de subiect, incognoscibilă, după părerea filozofului, neconceptibilă ca formă specifică sau mișcare distinctă, dar existând și continuând independent de toate stările mentale pe care le parcurge subiectul.
Primirea și interpretarea mesajului fenomenal ipotetic furnizat de realitatea obiectivă, generează realitatea subiectivă, adică lumea așa cum o vedem, auzim, etc, lumea alcătuită din imagini, sunete și alte aspecte senzorial și intelectiv modalizante.
Se pot ridica obiecții de coerență la afirmația metafizicianului că lumea obiectivă rămâne incognoscibilă, chiar dacă ne trimite informații pe care noi le interpretăm ca lume fenomenală, lume reflectată modal în subiect, ca lume subiectivă, și este necesar să subliniem că există numeroase puncte de vedere filozofice și științifice asupra definirii 'obiectivității realității'.
Există divergențe între diferitele înțelesuri atribuite de diferite școli filozofice 'obiectivității', unele curente admițând cunoașterea lumii obiective, spre exemplu materialismul, pe când Kantianismul neagă cunoașterea lumii obiective, a 'lumii în sine' cum este ea numită.
Alte curente filozofice precum idealismul, cum am mai spus, neagă pur și simplu existența lumii obiective, independența de subiect, declarând că singura lume coerent admisa, perceptibilă și conceptibilă, este lumea la care individul are acces, adică lumea desfășurată în conștiența sa, lumea subiectivă.
La întrebări asupra provenienței informației de lume subiectivă, idealistul nu răspunde sau atribuie această viziune de lume personala, unui creator absolut, capabil să facă atât individul cât și totalitatea stărilor sale de conștiință.